# Minna Nystedt
Minna Rosita Nystedt (* 11. Oktober 1967 in Levanger) ist eine ehemalige norwegische Eisschnellläuferin.

## Werdegang
Nystedt, die für den IF Fram aus Larvik startete, wurde im Jahr 1985 norwegische Juniorenmeisterin im Mini-Mehrkampf und siegte bei norwegischen Meisterschaften dreimal über 3000 m (1989, 1990, 1992) sowie jeweils einmal im Sprint-Mehrkampf (1990) und über 5000 m (1990). Zudem errang sie bei norwegischen Meisterschaften siebenmal den dritten sowie 15-mal den zweiten Platz und trat international erstmals in der Saison 1983/84 in Erscheinung. Dabei kam sie bei den Juniorenweltmeisterschaften 1984 in Assen auf den 15. Platz im Mini-Mehrkampf und bei der Mehrkampfeuropameisterschaft 1984 in Almaty auf den 26. Rang im Kleinen Vierkampf. In den folgenden Jahren lief sie bei den Juniorenweltmeisterschaften 1985 in Røros auf den 13. Platz, bei den Juniorenweltmeisterschaften 1986 in Québec auf den achten Rang im Mini-Mehrkampf und bei der Mehrkampfeuropameisterschaft 1985 in Groningen auf den 23. Platz im Kleinen Vierkampf. Zu Beginn der Saison 1986/87 nahm sie in Heerenveen erstmals am Eisschnelllauf-Weltcup teil, wobei sie den achten Platz über 3000 m und den 12. Platz über 1500 m errang. Im weiteren Saisonverlauf erreichte sie in Lake Placid mit siebten Plätzen über 1500 m und 3000 m ihre beste Platzierung im Weltcup und zum Saisonende mit dem neunten Platz in der Gesamtwertung über die Langdistanzen ihr bestes Gesamtergebnis. Zudem lief sie bei der Mehrkampfeuropameisterschaft 1987 in Groningen auf den 16. Platz und bei der Mehrkampfweltmeisterschaft 1987 in West Allis auf den 30. Rang im Kleinen Vierkampf. Nach Platz 16 im Kleinen Vierkampf bei der Mehrkampfeuropameisterschaft 1988 in Kongsberg zu Beginn der Saison 1987/88, belegte sie bei den Olympischen Winterspielen 1988 in Calgary jeweils den 25. Platz über 1500 m sowie 3000 m und den 24. Platz über 5000 m. Zum Saisonende errang sie bei der Mehrkampfweltmeisterschaft 1988 in Skien den 16. Platz im Kleinen Vierkampf. 
In der Saison 1988/89 wurde Nystedt im Weltcup mit zwei Top-Zehn-Platzierungen Zehnte in der Gesamtwertung über die Langdistanzen und erreichte bei der Mehrkampfeuropameisterschaft 1989 in Berlin den 14. Platz und bei der Mehrkampfweltmeisterschaft 1989 in Lake Placid den 24. Rang im Kleinen Vierkampf. In den folgenden Jahren belegte sie bei der Mehrkampfeuropameisterschaft 1990 in Heerenveen den 22. Platz und bei der Mehrkampfeuropameisterschaft 1992 in Heerenveen den 15. Rang im Kleinen Vierkampf. Letztmals international startete sie bei der Sprintweltmeisterschaft 1992 in Oslo, wobei sie den 25. Platz errang.

## Erfolge

### Olympische Spiele
- 1988 Calgary: 24. Platz 5000 m, 25. Platz 1500 m, 25. Platz 3000 m

### Mehrkampf-Weltmeisterschaften
- 1987 West Allis: 30. Platz Kleiner Vierkampf
- 1988 Skien: 16. Platz Kleiner Vierkampf
- 1989 Lake Placid: 24. Platz Kleiner Vierkampf

### Sprint-Weltmeisterschaften
- 1992 Oslo: 25. Platz Sprint-Mehrkampf

### Mehrkampf-Europameisterschaften
- 1984 Almaty: 26. Platz Kleiner Vierkampf
- 1985 Groningen: 23. Platz Kleiner Vierkampf
- 1987 Groningen: 16. Platz Kleiner Vierkampf
- 1988 Kongsberg: 16. Platz Kleiner Vierkampf
- 1989 Berlin: 14. Platz Kleiner Vierkampf
- 1990 Heerenveen: 22. Platz Kleiner Vierkampf
- 1992 Heerenveen: 15. Platz Kleiner Vierkampf

## Persönliche Bestleistungen
| Disziplin | Zeit        | Datum            | Ort        |
| --------- | ----------- | ---------------- | ---------- |
| 500 m     | 43,32 s     | 19. Januar 1982  | Heerenveen |
| 1000 m    | 1:25,20 min | 12. Februar 1989 | Calgary    |
| 1500 m    | 2:09,68 min | 4. Dezember 1987 | Calgary    |
| 3000 m    | 4:33,41 min | 12. Februar 1989 | Calgary    |
| 5000 m    | 7:54,11 min | 13. Februar 1988 | Calgary    |